# Biserica „Sfântul Dumitru” din Hîrtopul Mic
Biserica „Sf. Dumitru” este o biserică amplasată în Hîrtopul Mic, raionul Criuleni, Republica Moldova. Este un monument arhitectural de importanță națională inclus în Registrul monumentelor Republicii Moldova ocrotite de stat cu nr. 308 (raionul Criuleni). Datează din 1846.